# Sounds Incorporated
Sounds Incorporated foi uma banda de metais de Liverpool formada por grandes amigos da banda de rock The Beatles.Eles inclusive participaram da gravação da música Good Morning,Good Morning.
Essa magnífica banda participou da abertura de um show dos Beatles em Meuborne, Austrália em 1964. 
Fizeram uma exibição brilhante.